# Desa Pende (administrativ by i Indonesien, lat -6,95, long 108,87)
Desa Pende är en administrativ by i Indonesien.   Den ligger i provinsen Jawa Tengah, i den västra delen av landet, 240 km öster om huvudstaden Jakarta.